# کونتو (دهانه)
کونتو یک دهانه برخوردی در ماه‌ است.